# Biggles letí kolem světa
Biggles letí kolem světa (v originále Biggles Flies Again), je dobrodružná kniha spisovatele W. E. Johnse, jež byla poprvé vydána roku 1934. Jde o čtvrtou knihu o Bigglesovi. Dějově se jedná o druhou knihu z meziválečného období, celkově o 11. knihu.
Prvních jedenáct povídek vycházelo od července 1933 do května 1934 v časopise Popular Flying. V srpnu 1934 byla vydána kniha, obsahující ještě dvě povídky navíc.
V češtině vyšla v roce 1994 v nakladatelství Riopress.

## Děj
Děj se skládá ze třinácti navazujících povídek, kdy Biggles, Algy a Smyth cestují z Jižní Ameriky přes Tichomoří a Asii zpět do Anglie.
Honba za zlatem (The Gold Rush)
Biggles, Algy a Smyth pracují při leteckém průzkumu pro těžařskou firmu. Ta zkrachuje, a oni zůstanou v Guyaně. Plat nedostali, zůstává jim ale letadlo Vickers Vandal.
Dívka a hory (The Maid and the Mountain)
Hrdinové letí do Bolívie na návštěvu za Wilksem a Algy zachrání unesenou dceru prezidenta.
Modrá orchidea (The Blue Orchid)
Profesor Smilee najme Bigglese na pátrání po vzácné modré orchideji. Tu sice naleznou, ale jedovatá vůně květu profesora zahubí.
Pěkný náklad (Fair Cargo)
Slečna Juanita prosí Bigglese, aby jí odvezl před dohodnutou svatbou z Kolumbie do Panamy. Místo nevěsty ale v letadle cestuje vůdce povstalců.
Lovci perel a chobotnice (Beauty and the Beast)
Sandy Wyndham vezme Bigglese do laguny plné perel, ovšem pod hladinou se skrývá ohromná chobotnice.
Kapitánova skříňka (Bob's Box)
Hon na poklad Roberta McKanea odhalí, že ne vše je tak, jak se předpokládalo. Švéd Sven Ericson a Biggles s přáteli najdou místo, kde je potopena loď s pokladem. Nejprve najdou pár zlatých mincí, při pokusu o objevení zbytku pokladu se však přižene tornádo. Letadlo se zachrání, loď i poklad jsou však ztraceny. Biggles si ještě stačí všimnut, že to, co bylo ukryto v pověstné skříňce byla podobizna dívky.
Divoši a křídla (Savages and Wings)
Pro dobrotu na žebrotu. Při přistání v Port Moresby je Biggles zajat a letadlo ukradeno. Bývalý pilot Dawne potřebuje letadlo, aby odvezl z džungle nalezené zlato. Při pokusu o jeho vyzvednutí je zasažen oštěpem a Biggles se dostává z pout. Během návratu na pobřeží Dawne umírá.
Orientálská lstivost (The Oriental Touch)
Biggles zachrání z moře Číňana Li Chiho, který, jak se později ukáže, je pirát. Ale Bigglesovi se odmění a později si na něj vzpomene při válce (viz Bigglesův malajský případ).
Přistání v pralese (Down in the Forest)
Při letu z Rangúnu do Kalkaty musí Biggles nouzově přistát v džungli.
Tři týdny (Three Weeks)
Biggles se v Karáčí setká se starým přítelem a pomůže mu vyzrát na ruského špiona Ivana Nikitova - při letu do Teheránu jej vysadí na opuštěném ostrově, kde musí strávit tři týdny.
Šejk a Řek (The Sheikh and the Greek)
Biggles je v Egyptě podveden při prodeji perel a nehodlá to tak nechat. Zároveň vyzraje i na pašeráka Lafoixe.
Žlutý náklad (Yellow Freight)
Biggle odhalí záhadu dvou zavražděných pilotů.
Poslední příhoda (The Last Show)
Při návratu do Anglie vidí Biggles padat z letadla balíček, ve kterém je nalezen perlový náhrdelník, takže Biggles, který jej při přistání vyzvedl, má co vysvětlovat.

## Postavy
- Biggles
- Algy
- Smyth
- Wilks